# Црква Светог Великомученика Прокопија у Роћевићу
Црква Светог Великомученика Прокопија у Роћевићу, насељеном месту на територији општине Зворник, припада Епархији зворничко–тузланској Српске православне цркве.

## Историјат
Црква Светог Великомученика Прокопија у Роћевићу је димензија 21,8×9,22 метара. Градња је започета 1988. године, на земљишту који је даровао Вукота Писић, према пројекту архитеката Миодрага Бунушевца и Добривоја Нешковића из Београда. Темеље је освештао епископ зворничко-тузлански Василије Качавенда 16. октобра 1988, а новоизграђену цркву 7. септембра 1997. Храм је обновљен 2010. године када је дозидан звоник и промењена је фасада на храму. Иконостас од храстовине је израдио Цвико Станишић из Брчког. Иконе на иконостасу је живописао Александар Васиљевић из Добоја, а храм Владимир (Теодор) Кесић из Земуна од 2006. до 2010.